# Johan Mittertreiner
Johan Gerrit Mittertreiner (Weesp, 9 november 1915 - Amsterdam, 12 februari 2009) was een Nederlands balletdanser.

## Levensloop
Johan Mittertreiner start zijn danscarrière op 15-jarige leeftijd als amateurdanser. In 1937 wordt hij aangenomen in het dansgezelschap van Yvonne Georgi en hij danst daar tot het gezelschap in 1944 wordt ontbonden. Na de oorlog treedt hij op in de eerste Bouwmeester Revue "Als de lichtjes weer branden gaan", en vanaf 1947 is hij danser in de gezelschappen De Amsterdamse Ballet Combinatie en het Ballet der Lage Landen, dat na de fusie met het Ballet van de Nederlandse Opera in 1959 verder gaat als het Amsterdams Ballet.
In 1950 heeft hij een rol in de eerste naoorlogse sprookjesfilm Myrte en de demonen van Paul Schreiber
Als in 1961 de oprichting van Het Nationale Ballet (de zogenaamde balletconcentratie) wordt voorbereid, gaat Johan in op een uitnodiging om in Zuid-Afrika de leiding op zich te nemen van het Johannesburg City Ballet. Dit is geen doorslaand succes. Bij terugkeer in 1962 naar Amsterdam was de oprichting van Het Nationale Ballet een feit. In eerste instantie heeft Johan moeite aansluiting bij het gezelschap te vinden, uiteindelijk wordt hij in 1964 aangesteld in een 'ondersteunende functie'. Bij zijn aanstelling werd duidelijk gemaakt, dat hij niet als danser werd aangenomen en Johan had daar begrip voor. Toch keerde hij korte tijd later door omstandigheden terug op het toneel. In de jaren die volgden trad Johan op in verschillende rollen in alle grote klassieke producties zoals Het Heksenjong (The Witch Boy, 1964/1965), Romeo en Juliet (1967), Sleeping Beauty (ceremoniemeester Cattalabutte), Giselle (de graaf) en Het Zwanenmeer (de huisleraar Von Rasposen), tot zijn afscheid.
Hij overleed op 12 februari 2009 in Amsterdam, 93 jaar oud, en werd gecremeerd op 19 februari in Crematorium De Nieuwe Ooster in Amsterdam.

## Filmcarrière
Naast een danscarrière had Johan Mittertreiner een bescheiden filmcarrière:
| Jaar | Titel               | Rol                  |
| ---- | ------------------- | -------------------- |
| 1950 | Myrte en de demonen | Kromlak, Hofnar      |
| 1962 | O, kijk mij nou     | Anglicaanse bisschop |
| 1965 | Koning David        | Leviet               |
| 1983 | Brandende liefde    | Dansleraar           |

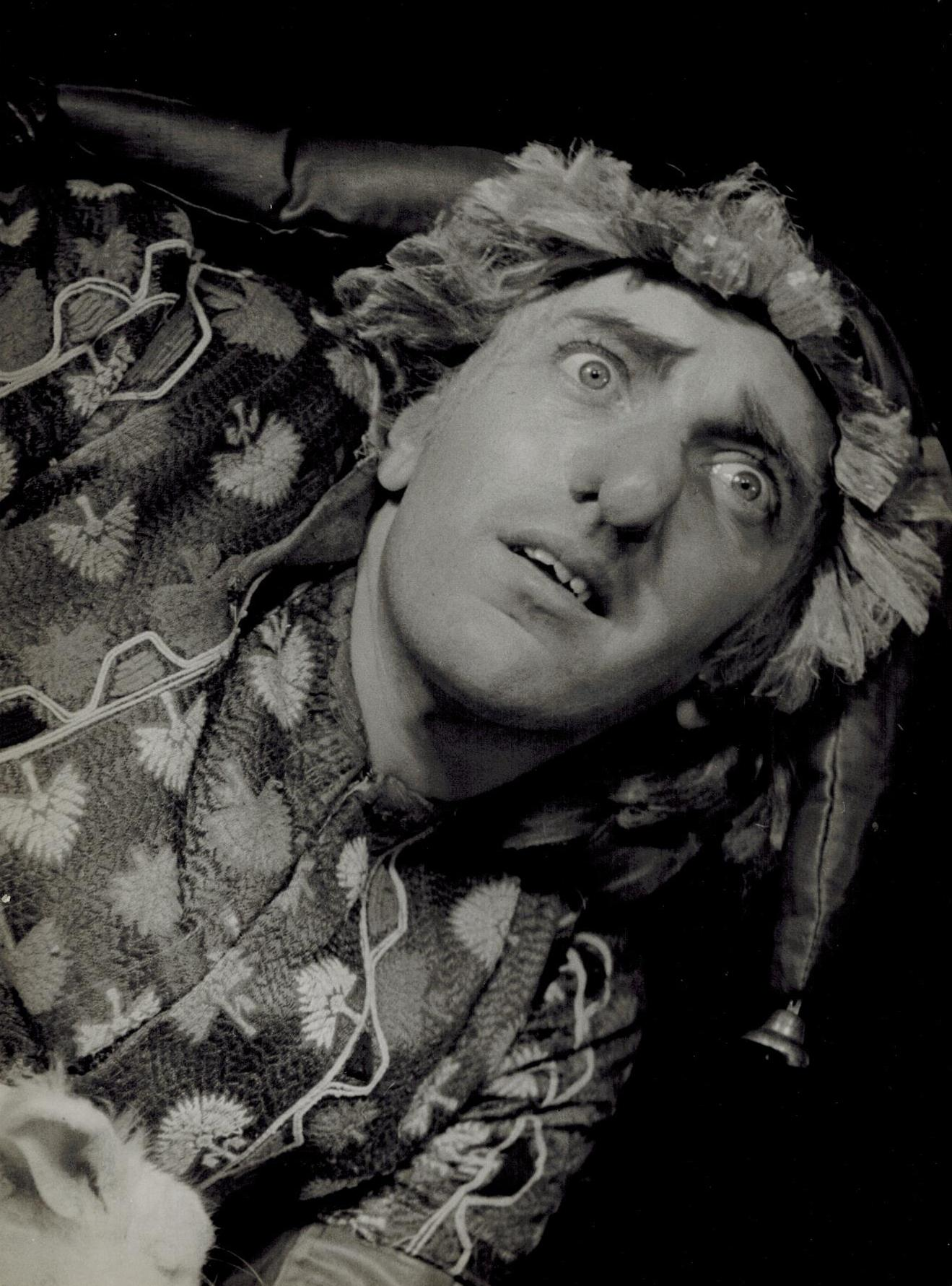
Johan Mittertreiner - Kromlak, Hofnar in Myrte en de Demonen